# Veba
Společnost VEBA je tradičním českým výrobcem žakársky tkaných bavlněných tkanin, se sídlem v Broumově.

## Historie
Textilní výroba na Broumovsku se datuje od 13. století, když v roce 1275 získalo Broumovsko od Přemysla Otakara II. soukenické privilegium. V roce 1856 založil Benedikt Schroll (2. dubna 1790 Hejtmánkovice – 21. ledna 1876) v Broumově–Olivětíně mechanickou tkalcovnu a tím založil tradici textilní výroby v Broumově. V devatenáctém století byly založeny i další přádelny a mechanické tkalcovny v Broumově–Velké Vsi, Meziměstí a Polici nad Metují.
Po roce 1945 přešly textilní závody na Broumovsku do národní správy, menší závody se dostaly do soukromých rukou, soukromé vlastnictví trvalo maximálně do roku 1950. Výroba byla postupně koncentrována ve velkých národních podnicích. V roce 1949 vznikly národní podniky VEBA Broumov a Meta Police nad Metují, které byly v roce 1958 sloučeny do národního podniku Veba. Akciová společnost Veba vznikla v roce 1992.

### Veba po roce 1992
V roce 1992 byla Veba privatizována formou kuponové privatizace, kdy vydala akci ve výši 560 miliónů Kčs. Krizi prožíval podnik zejména v letech 1993–1994 po zhroucení tradičního západoafrického trhu a v důsledku války v tehdejší Jugoslávii. Situace firmy se stabilizovala na počátku 21. století.
V letech 2010–2014 vytvářela firma trvalý zisk a zaměstnávala přes 1000 pracovníků. V letech 2015–2016 se Veba dostala znovu do finančních obtíží, protože poklesl prodej jejího hlavního produktu, tzv. afrického brokátu a v roce 2015 vykázala finanční ztrátu; krizi se jí opět podařilo překonat. V roce 2018 zaměstnávala Veba Broumov přibližně 800 lidí. V té době čelila insolvenci a očekávala vstup kapitálového investora.

## Zajímavost
V padesátých letech 20. století došlo k odlivu pracovních sil z textilního průmyslu do jiných průmyslových odvětví. Veba Broumov byla nucena problém řešit zaměstnáním zhruba stovky řádových sester, které byly v té době internovány v broumovském klášteře. Řádové sestry pracovaly nejen ve vlastní výrobě, ale i v administrativě.